# لاتشيزار ملادينوف
لاتشيزار ملادينوف (بالبلغارية: Лъчезар Младенов)‏ هو لاعب كرة قدم بلغاري في مركز الدفاع، ولد في 19 مارس 1982 في Svoge Municipality ‏ في بلغاريا. لعب مع FC Sportist Svoge ‏.

## وصلات خارجية
- لاتشيزار ملادينوف على موقع قاعدة بيانات كرة القدم.إي يو (الإنجليزية)
- لاتشيزار ملادينوف على موقع Soccerway.com (الإنجليزية)